# 縣道201號
縣道201號（興仁－風櫃），是位於臺灣澎湖縣的一條縣道，東北起澎湖縣馬公市興仁，西南至澎湖縣馬公市風櫃，全長共計10.579公里（公路總局資料）。

## 行經行政區域
全線均位於澎湖縣境內。
| 鄉鎮 市區 | 地點 | 里程 （km） | 交會道路           | 備註            |
| --------- | ---- | ----------- | ------------------ | --------------- |
| 馬公市    | 興仁 | 0.000       | 縣道204號 · 澎22線 | 公路起點 終點   |
| 馬公市    | 鐵線 | －          | 澎27線             | 起點            |
| 馬公市    | 鐵線 | －          | 澎27線             | 與共線起點      |
| 馬公市    | 鎖港 | －          | 澎26線 · 澎27線    | 起點 與共線終點 |
| 馬公市    | 鎖港 | 3.500       | 澎25線             | 終點            |
| 馬公市    | 五德 | 3.500       | 澎25線             | （同上）        |
| 馬公市    | 井垵 | －          | （地區道路）       |                 |
| 馬公市    | 嵵裡 | 7.150       | （地區道路）       |                 |
| 馬公市    | 風櫃 | 10.579      | （地區道路）       | 公路終點        |
| 共線      |      |             |                    |                 |

## 沿線設施與景點
- 興仁水庫
- 興仁濟公廟
- 鐵線清水宮
- 井垵北極殿
- 農業部水產試驗所澎湖漁業生物研究中心
- 澎湖縣馬公市五德國民小學
- 澎湖縣立澎南國民中學
- 澎湖縣馬公市嵵裡國民小學
- 澎湖縣馬公市風櫃國民小學
- 風櫃溫王殿
- 風櫃金王殿